# Dialektický naturalismus
Dialektický naturalismus je pojem zavedený americkým filosofem Murrayem Bookchinem za účelem popsat filosofickou oporu politického programu sociální ekologie. Dialektický naturalismus objevuje soubor vztahů mezi sociálními problémy a jejich přímými následky na ekologický dopad lidské společnosti. Bookchin nabízí dialektický naturalismus jako kontrast k Hegelovu „empyrejskému, z podstaty antinaturalistickému dialektickému idealismu“ a „dřevěnému, často vědeckému dialektickému materialismu ortodoxních marxistů.“

## Teorie
Kořeny dialektického naturalismu se nacházejí v Hegelových spisech o dialektické metodologii, která byla propůjčena organické, či až ekologické interpretaci. Bookchin interpretuje sílu dialektické metody jako jednotu ontologie a vývojové kauzality. „Dialektika“, jak píše Bookchin, „je zároveň způsob uvažování s ohledem na odpovědnost objektivního světa a vývojovou ontologii.“
Na rozdíl od předchůdců (Hegel, Marx) dialektický naturalismus „nevymezuje hegelovské Absolutno na konci světového vývoje, ale spíše posouvá dále představu stále větší celistvosti, plnosti, bohaté diferenciace a subjektivity.“ Tím pádem v rámci dialektického naturalismu neexistuje „Konec Dějin“, ale jakési povýšení myšlenky postupného společenského a individuálního sebeporozumění člověka.
Jako filosofický směr dialektický naturalismus dává důraz na vtělení a povýšení vědeckého porozumění jako nedílné části vývoje ekologického chápání člověka. Bookchin odmítá „obrodu předvědeckých archaismů“ a přizvukuje důležitost zabudování širokého vědeckého pochopení z interdisciplinární literatury. Samotný projekt sociální ekologie je komplexní a zabývá se společenstvími a ekosystémy v jejich celistvosti, nejen jako sumou jejich částí, ale v plnosti jejich vzájemných souvislostí. Dialektické rozvíjení evoluce, jak biologické, tak kulturní, vede k větší komplexitě a tím i k větší subjektivitě. Lidstvo, jakožto sebeuvědomělý produkt přírody, nemůže být vnímán jako vrchol potravního řetězce, ale jedině jako jeden z výsledků biologických pochodů. Pochodů, které principiálně závisí na rozmanitosti organických forem života a biosféry a vyžadují obezřetné přehodnocení lidské arogance.